# Pain de la Sainte-Agathe
Le pain de la Sainte-Agathe, selon une tradition provençale, était cuit au four avant la fête de la sainte, célébrée le 5 février, pour être béni au cours de la messe. 

## Historique

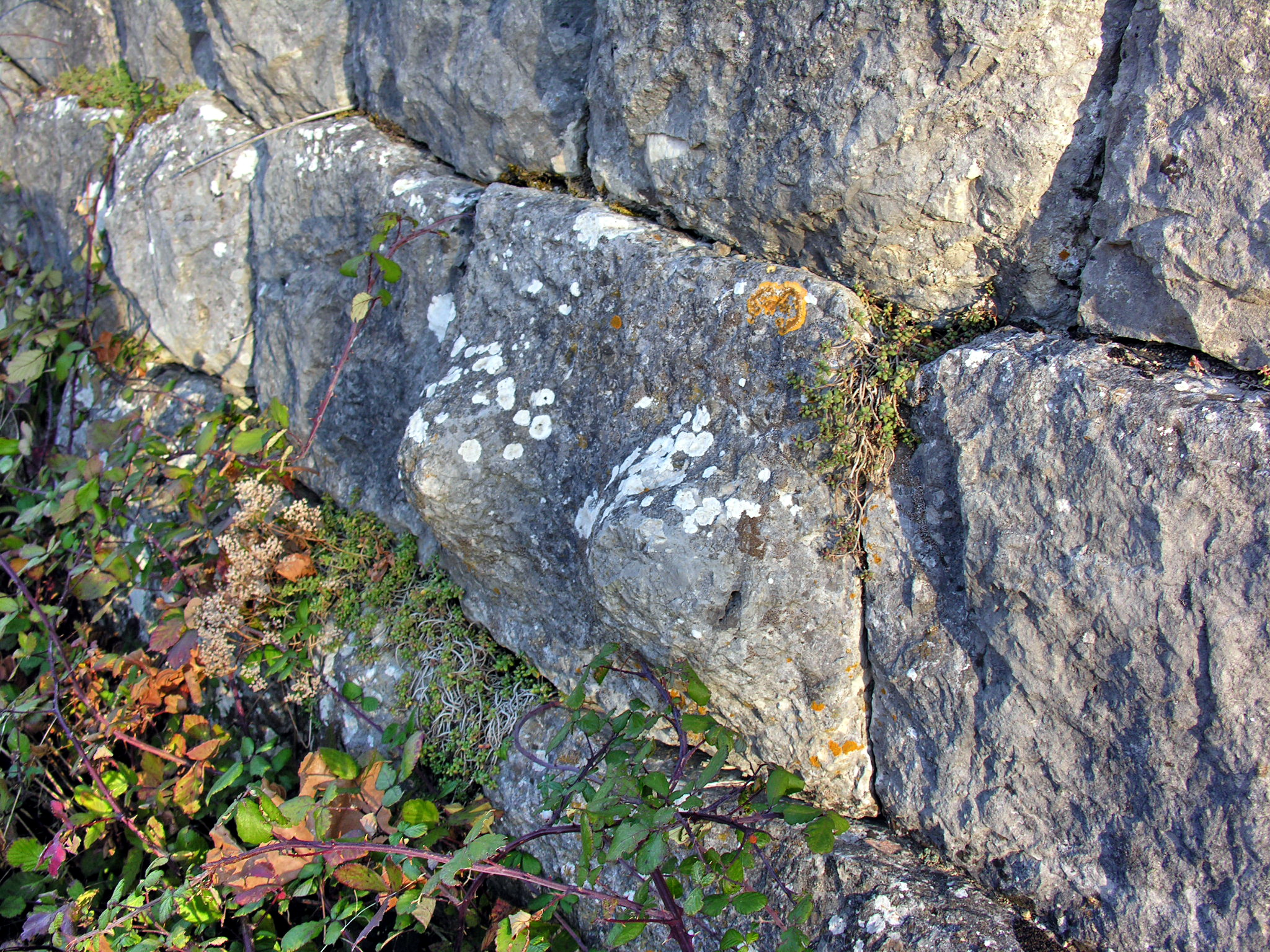
Figuration sculptée des seins de sainte Agathe dans les remparts de Mons.

Cette bénédiction des pains provenait de la tradition erronée qu'Agathe de Catane, dans ses représentations, portait sur un plateau des miches de pain. Pour préserver l'efficacité de son intercession, il était interdit aux ménagères de faire des miches le jour de cette fête, car la sainte, appelée en occitan santo Gato (saint Chat) était censée, tous les 5 février, apparaître sous cette forme pour venir punir les femmes qui lui avaient déplu en travaillant en ce jour. Solennellement bénis, après la consécration, ces petits pains devenaient ainsi les pains de Sainte-Agathe particulièrement efficaces pour préserver gens et biens contre l'incendie et la foudre.

## Survivance de la tradition

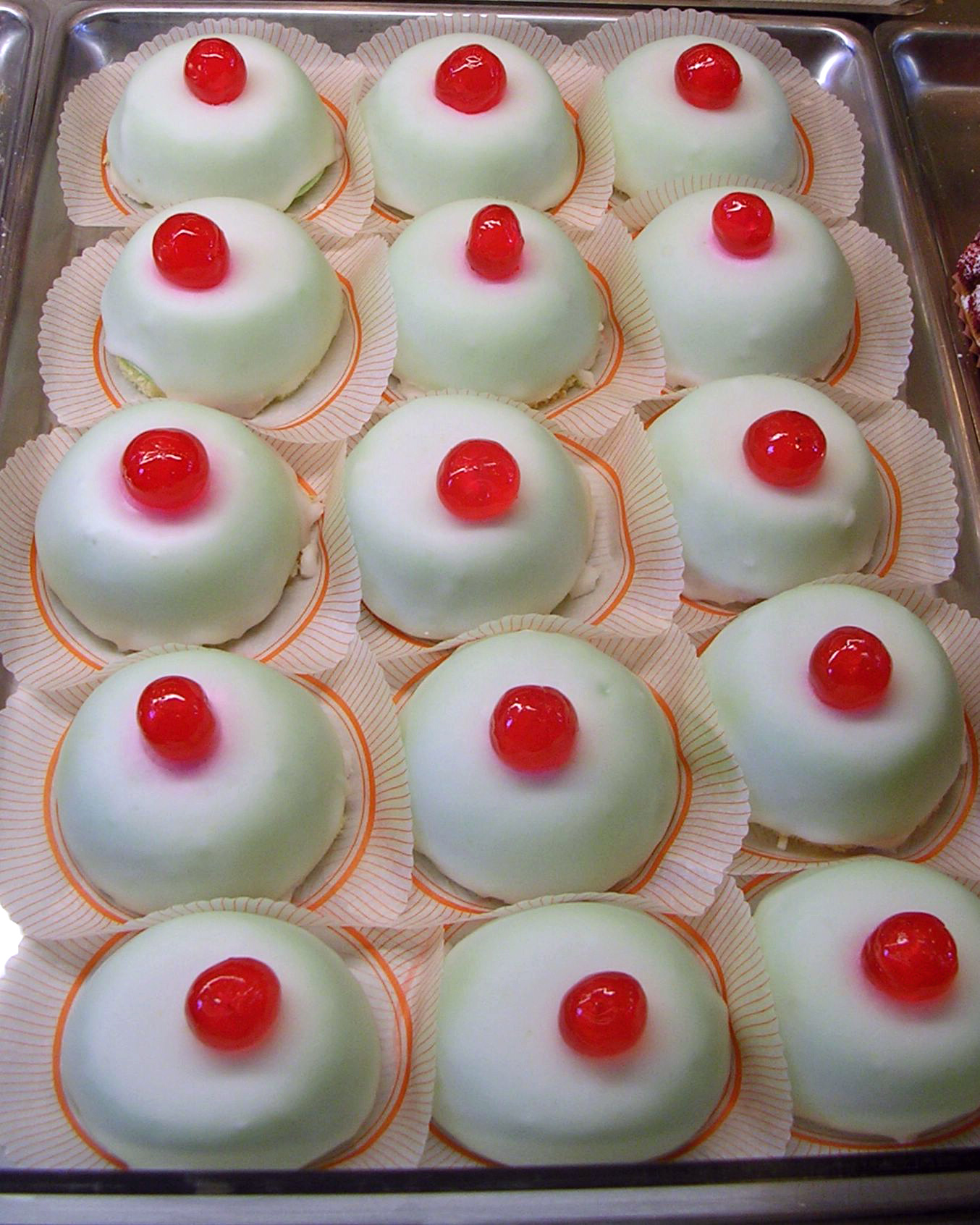
Minni ou minnuzzi di Sant'Ajta (seins de sainte Agathe).

Cette tradition des pains de la sainte est toujours vivace à Mons dans le Var où un bas-relief de ses seins figure même à la base du rempart du village.
À Catane sont réalisés pour sa fête des gâteaux, les cassateddi di Sant'Aita ou minni di Sant'Aita. Ils sont ronds, à base de génoise imbibée de liqueur et de ricotta, fourrés de pépites de chocolat et de fruits confits. À l'extérieur, ils sont recouverts d'un glaçage blanc et sommés d'une cerise confite rouge.

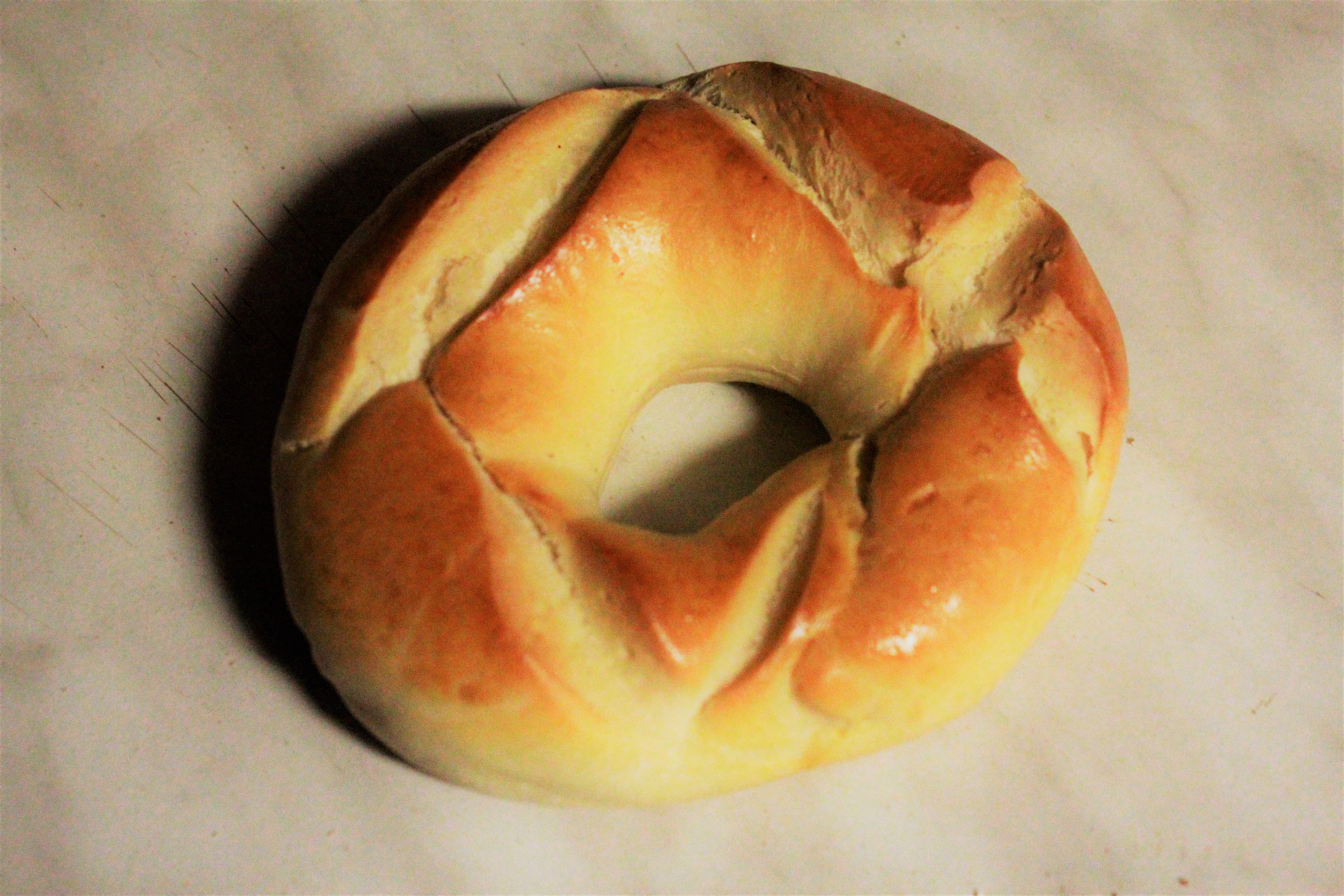
LAgathabrot ou Agatha Brötli.

L'Agathabrot (en Suisse alémanique : Agatha Brötli) est, dans de nombreuses régions des Alpes de langue germanique, mis au four pour le 5 février. Sa première mention fait référence à une bénédiction du pain lors de l'année 1466, au monastère Klingenthal à Bâle. Selon le prédicateur Geiler, ce fut en 1516 que ce pain fut considéré comme un moyen de lutte contre le feu. Un rapport de 1867, en Suisse, il était encore en usage dans les familles catholiques pour protéger leurs maisons du feu et leurs enfants du mal. « Jusqu'à la Deuxième Guerre mondiale, il était courant dans de nombreuses familles de Rapperswiler que le père coupe le pain bénit au déjeuner en morceaux. Après un Notre Père, ce pain était mangé en silence. »
À Appenzell, le pain de sainte Agathe est toujours béni dans l'église et vendu après la messe sur la place de l'église et dans la boulangerie. Dans les communes de Waldkirch, Sempach et Tobel, cette tradition se perpétue. Dans le canton d'Obwald, c'est un prêtre qui le bénit lors du repas et à Hebelteig, il le fait dans la boulangerie. Dans l'église d'Obersaxen, c'est la farine qui est bénie, tandis qu'à Schwytz, ce sont tous les ingrédients qui le sont dans la boulangerie. Cette même cérémonie se déroule à Werdenberg ainsi qu'à Lachen où les fidèles apportent leur propre pain dans l'église.